# Preben O. Nielsen
Preben Ortmann Nielsen har lagt navn til vognmandsforretningen Preben O. Nielsen i Ballerup. Firmaet er med et navneskift videreført fra tidligere ejer i 1988.
Preben Nielsen er søn af Peter O. Nielsen, der ligeledes var vognmand (firmaet er nu ejet af Renoflex-Gruppen), og de to firmaers logoer forveksles ofte, selvom materiellet er i klart forskellige farver; Peters er røde og grå, mens Prebens er hvide og orange.
For at gøre forvirringen større for lægmand er det i dag Prebens søn, Peter der driver virksomheden.
Virksomheden er i 2004 kåret som gazellevirksomhed.

## Eksternt link
firmaets hjemmeside